# دارن ادموندز
دارن ادموندز (انگلیسی: Darren Edmonds؛ زادهٔ ۱۲ آوریل ۱۹۷۱) بازیکن فوتبال اهل بریتانیا است.
از باشگاه‌هایی که در آن بازی کرده‌است می‌توان به باشگاه فوتبال ایپسویچ تاون اشاره کرد.